# قدرت (فیلم ۲۰۱۴)
قدرت (به هندی: Power) فیلمی محصول سال ۲۰۱۴ و به کارگردانی کی. مادش است. در این فیلم بازیگرانی همچون پونیت راجکومار، تریشا، کلی دروجی ایفای نقش کرده‌اند.